# Штефан, Александр
Александр Штефан (нем. Alexander Stephan; родился 15 сентября 1986 года в Эрлангене, ФРГ) — немецкий футболист, вратарь.

## Клубная карьера
Штефан начал футбольную карьеру в клубе «Нидерндорф». В 9 лет он присоединился к юношеской команде «Нюрнберга».
20 августа 2005 года дебютировал за вторую команду нюрнбержцев в Оберлиге Бавария. В сезоне 2005/06 Александр провёл 10 матчей, в 5 из которых сохранил свои ворота в неприкосновенности. В следующем сезоне голкипер принял участие в 33 встречах, 11 «на ноль». Кроме того, после ухода Филиппа Чаунера в «Мюнхен 1860» номинально стал третьим вратарём в клубе и подписал контракт до 2008 года.
Перед началом сезона 2007/08 Рафаэль Шефер покинул «Нюрнберг», вместо него был приобретён Яромир Блажек. Поскольку не было определено, Блажек или Даниэль Клевер станет основным вратарём, Штефан был включён в заявку на сезон под номером 1 (до этого у него был 30 номер). Александр продолжал выступать только за вторую команду, проведя 19 матчей. По итогам сезона вторая команда получила право выступать в Региональной лиге «Юг».
1 октября 2007 года Даниэль Клевер получил травму и Штефан стал включаться в заявки на игры Бундеслиги в качестве резервного голкипера.
В сезоне 2008/09 Шефер возвратился в «Нюрнберг», и Штефан снова получил свой 30 игровой номер. В том сезоне Александр провёл 12 встреч, 4 из которых без пропущенных мячей.
28 ноября 2009 года Штефан дебютировал в Бундеслиге в матче против «Фрайбурга». До конца 2009 года Александр сыграл ещё в 3 матчах, пропустив в общей сложности 12 мячей. Во втором круге Александр принял участие только в одном матче, заменив в конце встречи со «Штутгартом» получившего повреждение Шефера.
В сезоне 2010/11 Штефан, являясь вторым голкипером «Нюрнберга» после Шефера, принял участие только в одной игре против «Шальке 04».
Перед началом сезона 2011/12 Штефан проиграл конкуренцию за место второго вратаря клуба восемнадцатилетнему Патрику Раковскому, который заменял в 3 и 4 туре получившего травму Шефера. Однако и Раковский получил повреждение, в результате чего следующие 8 встреч играл Штефан.
После возвращения в строй Шефера Штефан снова занял привычное место его дублёра. В мае 2012 года пролил свой контракт с «Нюрнбергом» ещё на один год.
В сезоне 2012/13 Александр из-за травмы провёл только 4 игры за резервную команду. В мае 2013 года было объявлено, что Штефан прекращает профессиональную карьеру и в дальнейшем будет выступать только за вторую команду «Нюрнберга». Однако Александр был включён в заявку основной команды на сезон 2013/14 и был запасным вратарём в матче 6 тура против дортмундской «Боруссии».

## Карьера в сборной
В 2004 году провёл одну игру за юношескую сборную Германии (до 19 лет) против сборной Люксембурга.